# Střítež (Hluboká)
Střítež je vesnice a část obce Hluboká v okrese Chrudim.

## Historie
První písemná zmínka o vesnici pochází z roku 1418.
Významným dokumentem, z něhož lze čerpat historická data o Stříteži, je Španihelova kronika, kterou sepsal střítežský rychtář Jan Danihel Španihel v letech 1836–1856. Tuto kroniku v roce 1933 přeložil a přepsal místní učitel Oldřich Müller za pomoci pana Václava Dastycha, který sepsal kroniku novou. Zde stojí, že v roce 1831 byl za přičinění sousedů a nákladem obecním postaven kříž, do něhož byly v kůži uloženy pamětní listiny.
V roce 1933 byla postavena zvonice a do ní byl zakoupen v Hradci Králové zvon 45 liber těžký za 90 fr. šajnů. Celý náklad na zvonici činil 139 fr. 9 kr. Náklad byl uhrazen z obecní pokladny a peněžitými a věcnými dary sousedů.
Střítež patřila k jednomu ze dvou samostatných sborů Jednoty bratrské s vlastní duchovní správou (druhý byl v Chrasti). Existence sboru je doložena od druhé poloviny 16. století . Sbor měl kazatelskou stanici v Doubravicích. Duchovním správcem ve Stříteži v letech 1575-1594 byl Jakub Narcissus. V roce 1594 byl do Stříteže dosazen Jan Hložek, poté Matyáš Cedron, který v roce 1599 ve Stříteži zemřel. Nějaký čas zde sloužil i kněz Jan Brossius. Střítež byla zřejmě malým sborem Jednoty, kněží však odsud postupovali do významných středisek Jednoty. Zdá se, že už před Bílou horou sbor zanikl. Sousední obec Hluboká patřila k obcím, v nichž byla značná část evantgelíků, takže lze předpokládat, že byli potomky Bratří střítežského sboru.

## Pamětihodnosti
Vesnicí prochází cyklostezka vedoucí dále do skalního údolí Pivnice – hluboce zaříznuté pískovcové rokle. Rovněž tak se v blízkosti nalézá rozhledna Borůvka. Na návsi stojí kaplička. Postavena byla postavena v roce 1884 a stojí u ní kříž z roku 1831. Ve stejném roce byla zasazena i lípa, která dostala název po střítežském rychtáři Španihelovi.
Východně od vesnice leží přírodní památka Střítežská rokle.